# 八王子カントリークラブ
八王子カントリークラブ（はちおうじカントリークラブ）は、東京都八王子市川口町に広がるゴルフ場である。

## 概要
八王子カントリークラブは、1955年（昭和30年）、「八王子にゴルフ場建設の適地があります」と、塩見一作が日本銀行の井上敏夫の所に相談に来たことに始まる。特別後援会が結成され、財界の山一證券株式会社・大神一、株式会社日立製作所・桜田武、株式会社三井銀行・佐藤喜一郎、富士製鐵株式會社・永野重雄らが集まった。新たなゴルフ場の建設に向けて「株式会社八王子ゴルフ倶楽部」を設立した。
コース設計は、藤田欽哉がコース設計とクラブ代表も承諾した。1957年（昭和32年）、建設用地の買収は塩見一作によって進められていたが、用地を買収した段階で全てが止まった。塩見一作は本計画の全てから手を引き、株式会社八王子ゴルフ倶楽部が引き継ぐことになった。「用地13万坪が塩見一作名義で登記されていた」、そして、用地の引き渡しも拒否した。仮処分申請、告訴沙汰となったが、1958年（昭和33年）10月15日、解決に至った。
1958年（昭和33年）11月29日、日興証券株式会社・遠山元一が社長に就任、日興証券系の「株式会社八王子ゴルフ倶楽部」の株主会員制での運営へと転換された。1960年（昭和35年）9月23日、コース設計を小林英年に依頼し、コースの施工を鹿島建設株式会社が行い18ホール規模のゴルフ場が完成し、開場された。2001年（平成13年）1月25日、建て替えたクラブハウスが落成、同年9月、コース設計者の小林英年の甥の小林光昭によりグリーンの改造が行われた。

## 所在地
- 東京都八王子市川口町2352番地

## コース情報
- 開場日 - 1960年9月23日
- 設計者 - 小林 英年、グリーン改造 小林光昭
- 面積 - 825,000m2（約24.9万坪）
- コースタイプ - 丘陵コース
- コース - ヤード、18ホールズ、パー72、6,530ヤード、コースレート 71.7
- グリーン - 2グリーン、ベント（ペンクロス）
- プレースタイル - 乗用カート、キャディ付き
- 練習場 - 8打席 220ヤード
- 休場日 - 毎週月曜日、12月31日、1月1日[2][3]。

## クラブ情報
- ハウス面積 - 3,7052（1,120.7坪）
- ハウス設計 - 鹿島建設株式会社
- ハウス施工 - 鹿島建設株式会社[2][3]

## 交通アクセス
鉄道
- 京王線 - 京王八王子駅よりタクシー利用 約20分

道路
- 中央自動車道 - 八王子ICより 6km 約15分
- 首都圏中央連絡自動車道 - あきる野ICより 2.5km 約5分[4]

## エピソード
- 1958年（昭和33年）11月、日興証券株式会社の遠山元一が社長・理事長になり、以後1971年（昭和46年）2月勇退までの13年間、代表取締役の船橋芳三、支配人の岡枝健次の日興トリオによって進展していった[5]。

## 関連文献
- 『建築界』、「八王子カントリークラブハウス」、中田清兵衛著、東京 理工図書、1966年6月、2020年7月3日閲覧
- 『月刊ゴルフマネジメント』、「ゴルフ倶楽部を考える(第231回)難産だった八王子カントリークラブ」、井上勝純著、東京 一季出版、2005年7月、2020年7月3日閲覧
- 『月刊ゴルフマネジメント』、「ゴルフ倶楽部を考える(第232回)八王子カントリークラブ充実への道程」、井上勝純著、東京 一季出版、2005年8月、2020年7月3日閲覧
- 『ゴルフ場ガイド 東版』2006-2007、「八王子カントリークラブ（東京都）」、東京 ゴルフダイジェスト社、2006年5月、2020年7月3日閲覧
- 『美しい日本のゴルフコース』、「美しい日本のゴルフコース BEAUTIFUL GOLF CULTURE IN JAPAN 日本のゴルフ110年記念 ゴルフは日本の新しい伝統文化である」、東京 ゴルフダイジェスト社、2013年12月、2020年7月3日閲覧